# Dsegh
Dsegh (in armeno Դսեղ?), ribattezzato Tumanyan tra il 1938 e il 1969, è un comune di 2 698 abitanti (2008) della Provincia di Lori in Armenia.
È la città natale del poeta Hovhannes Tumanjan.

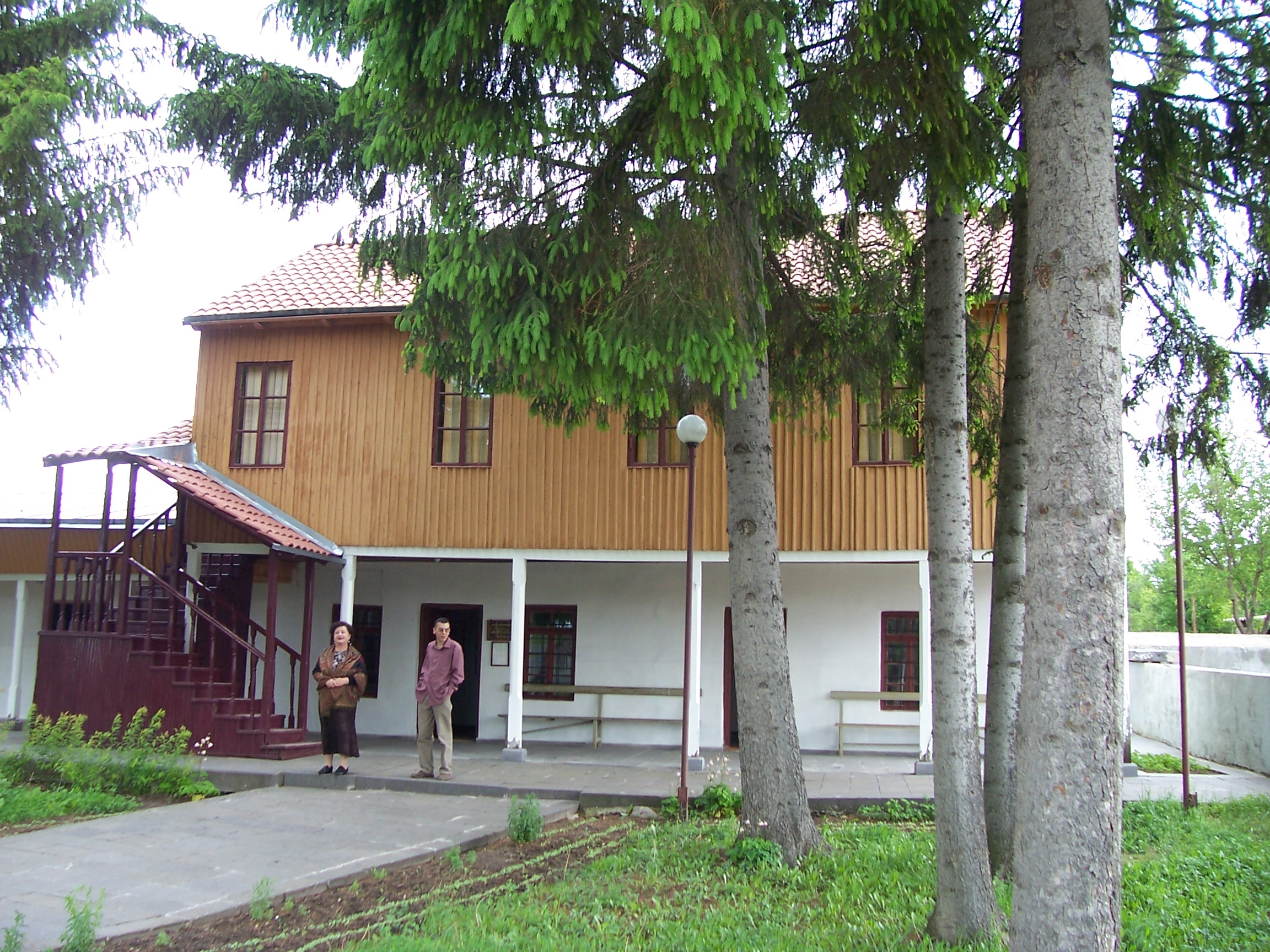
Casa museo di Tumanyan